# Боксов мач или Конкурс на ръкавиците
„Боксов мач или Конкурс на ръкавиците“ (на английски: Boxing Match; or, Glove Contest) е британски късометражен спортен ням филм, заснет през 1896 година от режисьора Бърт Ейкрис по заявка на продуцента Робърт Уилям Пол.
В продължение на десетилетия филмът е смятан за изгубен, преди да са открити кадри от филмовата програма на панаира в Хъл през 1896 година, представена от мидландския фотограф Джордж Уилямс, съхранявани в „Националния панаирен архив“ и част от тях са разпознати, че са от този филм.

## Сюжет
Филмът показва боксов двубой на ринг между двама сержанти – Барет и Поуп, с рундове и интервали между тях, завършил с нокаут за единия боксьор.